# D-A-D
 For alternative betydninger, se DAD. (Se også artikler, som begynder med DAD)
D-A-D (også skrevet D.A.D. og D:A:D) er en dansk rockgruppe, der består af brødrene Jesper (vokal og rytmeguitar) og Jacob "Cobber" Binzer (guitar og baggrundsvokal) samt Stig Pedersen (bas og baggrundsvokal) og Laust Sonne (trommer).
Gruppen blev dannet i 1982 af Jesper Binzer, Pedersen og Peter Lundholm Jensen under navnet Disneyland After Dark. I 1984 kom Binzers bror Jacob Binzer med i gruppen, og de regner dette år for deres grundlæggelser. De udgav en EP og to album, Call of the Wild og D.A.D. Draws a Circle med en udpræget cowpunk-lyd. I 1989 kom deres store gennembrud med albummet No Fuel Left for the Pilgrims, der bl.a. indeholdt deres største hit "Sleeping My Day Away", hvor deres musik blev mere rocket. De fik international pladekontrakt og prøvede forgæves at slå igennem i USA. Herefter udgav de yderligere tre studiealbum, Riskin' It All (1991), Helpyourselfish (1995), Simpatico (1997), inden Jensen forlod gruppen i 1998 og blev erstattet med Sonne i 1999, hvorefter gruppen har været uændret siden. De har sammenlagt udgivet 13 studiealbum, hvoraf det seneste, Speed of Darkness, udkom i 2024.
No Fuel Left for the Pilgrims (1989) og Riskin' It All (1991) er gruppens bedst sælgende album med henholdsvis 600.000 og 450.000 solgte eksemplarer på verdensplan.
Gruppens hits tæller bl.a. "Sleeping My Day Away", "Laugh 'N' a ½", "Hate To Say I Told You So", "Home Alone 4", "Nineteenhundredandyesterday", "Soft Dogs", "Everything Glows", "Between You & Me" og "Scare Yourself".
Gruppen har været nomineret til og vundet utallige musikpriser, og det er den næstmest vindende gruppe eller kunstner ved Danish Music Awards, hvor de bl.a. har modtaget IFPI's ærespris. De har også modtaget æresprisen ved Danish Metal Awards og Nordic Music Awards.

## Historie

### 1982-1985: Begyndelse,Standin' On the Never Never
Stig Pedersen og Jesper Binzer mødte hinanden igennem fælles venner i det københavnske skateboard- og punkmiljø. Pedersen havde været bassist for punkbandet ADS, men var blevet smidt ud af gruppen, og han ønskede at bevise overfor sit tidligere band, at det var en fejl, og han ville derfor starte en ny musikgruppe. Han kontaktede Binzer for at starte et punkband. Sammen fandt de trommeslageren Peter Lundholm Jensen, og i øvelokalet var Pedersens daværende kæreste, Lene Glumer, med i gruppen som forsanger. Gruppen valgte navnet "Disneyland After Dark", fordi de gik ud fra en ide om, at når Disneyland lukkede, så kunne alt ske, og det var således for at understrege deres legesyge og fantasifulde stil.
De spillede deres første koncert 3. december 1982 på ungdomsklubben Sundby Algaard. Glumer blev smidt ud af gruppen dagen efter, da de øvrige medlemmer ikke mente, at hun passede ind i gruppen.
Gruppen fandt sin lyd under øvesessioner, hvor Pedersen forsøgte at spille et riff på tre toner i et andet tempo, og Binzer mente, at det lød som country, og kombineret med punken blev det til cowpunk. Gruppens tekster blev skrevet med ironiske opdigtede fortællinger. I løbet af 1983 gik trioen alle i gymnasiet, spillede koncerter og skrev sange.
Under deres koncerter mente de, at publikum manglede noget at fokusere på, og de fik derfor fat i et ko-kranie på et slagteri, som de kogte for at rense det. De pillede hornene af og skaffede nogle større og længere. Kraniet fik navnet Molly og de brugte det til deres optrædener i flere år, indtil det blev stjålet på en klub i Holland.
Trioen mente dog stadig, at de manglede noget i deres lyd, og derfor inviterede de Jespers bror, Jacob Binzer, med til at spille under en koncert den 3. marts 1984, hvor de var opvarmning for gruppen Tee Vee Pop på Musikcafe'n i København. Gruppen betragter denne dato som grundlæggelsen af bandet, da det var første gang spillede sammen offentligt. Oprindeligt var det kun meningen, at Jacobs deltagelse var midlertidig, men han endte med at blive fuldgyldigt medlem.
Gruppen skrev flere sange og indspillede demobånd, som de via en ven fik sendt til forskellige pladeselskaber. På dette tidspunkt boede Jesper Binzer sammen med Pedersen og Jensen i en kælderlejlighed i Løgstørgade på Østerbro. John Rosing fra bookingbureauet Rock On, der kendte Pedersen fra hans tid i ADS, var blandt de personer, som modtog materialer, og han opsøgte gruppen i begyndelsen af 1984. Han fik booket dem til forskellige koncerter og blev sidenhen deres faste manager. Blandt de koncerter de spillede var én på Paramount Club i Roskilde, hvor bookere fra Roskilde Festival hørte dem. De endte med at booke gruppen til at åbne festivalen i 1984, der var det første år, hvor den strakte sig over fire dage.
Pedersens ven Torleif Hoppe havde tidligere taget billeder af bandet, men da han dukkede op til en koncert for også at høre dem, viste det sig, at der ikke var noget ordentligt lys til at lave show på scenen. Hoppe sørgede for at tænde og slukke nogle farvede pærer under koncerten, hvilket fungerede som deres lysshow, og siden blev han gruppens uofficielle femte medlem, der sørgede for bl.a. lys og scenografi. Hoppe er siden blevet omtalte som gruppens femte medlem grundet hans lange samarbejde med D-A-D.
Pladeselskabet Irmgardz havde været i kontakt med gruppen allerede i begyndelsen af 1984 for at få indspillet en single og siden en LP, men det blev aldrig til noget. Frank Marstokk fra Mega Records, der havde modtaget et af bandets demobånd, var begejstret for deres cowpunk-lyd, og han fik skrevet kontrakt med dem. I første omgang kun på EP så pladeselskabet ikke mistede for mange penge, hvis det blev en fiasko. Gruppen var på dette tidspunkt succesfulde i Storkøbenhavn med deres koncerter. De fik 15.000 kr. til at leje studietid i Studio 39 til indspilningerne via et statsfinansieret program til at hjælpe musikere i gang. Gruppen indspillede tre sange til EP'en i løbet af fem dage i april. Billedet til EP'ens cover blev taget af Robin Skjoldborg i en grusgrav ved Roskilde, hvor bandet var iført cowboytøj.
Den 18. april 1985 optrådte de i ungdomsprogrammet Kajplads 114 – Ungdomskanalen med nummeret "Up, up over the mountain top".
Gruppens første udgivelse, Standin' On the Never Never, kom på gaden d. 28. maj 1985 og fik blandede anmeldelser, men da pladeselskabet var tilfredse fortsatte samarbejdet, og de fik lov at indspille et rigtigt studiealbum.

### 1986-1987:Call of the WildogD.A.D. Draws a Circle
Deres debutalbum Call of the Wild blev udgivet d. 4. februar 1986, og de opnåede hurtigt en loyal fanbase og kunne fylde klubber i Storkøbenhavn. Albummet blev godt modtaget i Danmark og introducerede deres karakteristiske lyd, som kombinerede elementer af punk, country og klassisk rock. På albummet var nummeret "Counting the Cattle", hvortil Torleif Hoppe designede et ko-kranie i stedet for det rigtige kranie gruppen havde brug, som siden er blevet brugt i forskellige udgaver i forbindelse med koncerter, albumudgivelser og til merchendise.
Gruppen lod sig inspirere af country og western i deres lyd og udseende, og under deres livekoncerter havde de ved flere lejligheder halm med på scenen. De deltog også i country- og western-konkurrencer, men blev skældt ud af andre deltagere for at gøre grin med genren.
Gruppen tog på turné for første gang i 1986, og det bragt dem til både Sverige, Norge og for første gange også Finland. Derudover arrangerede Mega Records koncerter med bandet i Belgien, Holland og Luxembourg.
Gruppens andet album, D.A.D. Draws a Circle, udkom d. 16. juni 1987. Indspilningerne foregik denne gang med den engelske Mark Dearnley, da Marstokk havde forladt Mega Records, i Custom Sounds studie i København med mix i Puk-studierne i Randers.
Albummet indeholder bl.a. numrene "Isn't That Wild" og "I Won't Cut My Hair". Derudover rummer det gruppens eneste indspillede covernummer, "A Horse with No Name", som oprindeligt fremført af det engelske rockband America. Albummet blev godt modtaget, og det solgte 30.000 eksemplarer i Danmark, hvilket var dobbelt så mange som forgængeren. Indtil omkring 1987 havde bandet haft både Jesper Binzer og Stig Pedersen som forsangere, men herefter var det med Binzer som enlig forsanger. Pedersens sidste solostrofer er på "I'd Rather Live Than Die".

### 1988-1994: Gennembrud,No Fuel Left for the PilgrimsogRiskin' It All
Med udgivelsen af D.A.D. Draws a Circle var gruppens kontrakt med Mega Records opfyldt, og gruppen kunne skrive kontrakt med et nyt pladeselskab. De indspillede en demo med tre sange med en hårdere og mere rå lyd, og deres booker, Rosing, arrangerede møder med Medley Records, der dog ikke helt brød sig om den nye lyd.
Den 1. juli 1988 spillede gruppen på Roskilde Festival, hvor de havde premiere på nummeret "Sleeping My Day Away".
Rosing arrangerede en miniturné med fire koncerter i USA i sommeren 1998, hvilket var første gang gruppen krydsede Atlanten. De indspillede de tre numre igen med nye idéer fra deres tur, og fik overbevist pladeselskabet, så de kunne gå i studiet og begynde at indspille deres næste album, med det klare mål at ramme et større internationalt publikum. Albummet blev indspillet med Nikolaj Foss som producer og Lars Overgaard som tekniker.
Albummet No Fuel Left for the Pilgrims udkom på gruppens 5-års fødselsdag d. 3. marts 1989. Gruppen havde lagt deres country-image fra sig og fået en mere rocket lyd, hvor humoren ikke var det vigtigste. Visse anmeldere mente, at gruppen havde mistet sin charme, og albummet modtog blandede anmeldelser, men det solgte godt. Det blev gruppens store internationale gennembrud, særligt grundet hittet "Sleeping My Day Away". Gruppens manager og Medleys chef rejste til USA for at forhandle med de amerikanske pladeselskaber, heriblandt Warner. Gruppen spillede en række koncerter heriblandt for omkring 50.000 gæster på Roskilde Festival den 2. juli 1989, hvor medarbejdere fra Warner blev imponeret over deres liveoptræden.
Den 14. september 1989 skrev de under på pladekontrakt med Warner på $1 mio., hvilket var uhørt meget for et danske band på dette tidspunkt. Kontrakten omfattede to albummer med mulighed for flere, og Warner skulle markedsføre dem i USA. I den forbindelse ændrede de navn for at undgå juridiske problemer med The Walt Disney Company, der havde meddelt, at de ikke måtte bruge Disney-navnet. Først blev navnet forkortet til akronymet D.A.D., og senere via D:A:D til det nuværende D-A-D. Dette skift symboliserede endvidere en ny start for bandet. Navneændringen gjorde også, at coveret på No Fuel Left for the Pilgrims måtte ændres for at gøre plads til navnet på den amerikanske udgivelse.
Gruppen spillede 30 koncerter i USA i november og december 1989. Bandets gennembrud i USA kom dog aldrig helt. Den 1. december udgav de D.A.D. Special, der var en opsamlingsplade med numre fra deres EP og de to første album.
De turnerede også i Japan, Singapore og Australien i januar og april 1990. Under denne turné blev numrene til livealbummet Osaka After Dark optaget d. 23. januar 1990 i Osaka. Albummet blev udgivet i oktober samme år, men kun i Japan, hvilket har gjort det til et eftertragtet samleralbum.
De spillede på Roskilde Festival igen i sommeren 1990 d. 30. juni.
I 1991 udgav D-A-D albummet Riskin' It All, som indeholdt hits som "Bad Craziness" og "Laugh 'n' a 1/2" og cementerede bandets position som et af Danmarks førende rockbands. Albummet blev efterfulgt af omfattende turnéer i både Europa og USA. Bandet modtog bl.a. prisen for Årets Album og Årets Band ved GAFFA-prisen i 1991, og ved Dansk Grammy i 1992 vandt gruppen sin første pris, der var for Årets Danske Heavyrock Udgivelse.

### 1992-1995: The Long Silence ogHelpyourselfish
Efter udgivelsen af Riskin' It All og den efterfølgende tour, der sluttede 22. juli 1992 trak gruppen sig fra offentligheden i en 3 år lang periode, hvor de ikke optrådte, lavede interview mv., som det selv kaldet for "the long silence". Her arbejdede gruppen på deres næste album og brugte meget tid i øvelokalet for at genopfinde deres lyd. De første demoer var klar i 1994, men pladeselskabet var skuffede, da de ikke kunne se det kommercielle i lyden. Yderlige ønskede gruppen at rejse til Canada for at få albummet produceret af Paul Northfield.
Gruppens næste album, Helpyourselfish, udgivet d. 1. marts 1995, og albummet inkorporerede flere hårde rockelementer. Ligeledes var humoren og ironien fra gruppens tidligere udgivelser forsvundet.
Albummet indeholdt sange som "Reconstrucdead" og "Helpyourselfish", og det blev godt modtaget af fans og kritikere. På albummet havde gruppen ændret stavemåden af deres navn til D:A:D, og albumcoveret var prydet af et fiskeskelet med rygsøjler af bandets ko-kranie-logo.
I forbindelse med udgivelsen af det nye album turnerede gruppen også, og flere steder blev billetterne udsolgt allerede inden albummet var udkommet. I stil med tidligere turnéer medbragte gruppen række række dekorationer til deres shows, heriblandt navnet på Helpyourselfish med 2 meter høje bogstaver, en 7 m lang fisk, der lignede den fra logoet, mens Pedersen optrådte udklædt som toreador.
D-A-D vandt bl.a. prisen for Årets Band ved GAFFA-prisen i 1995, og de fik prisen for Årets Gruppe ved Dansk Grammy i 1996.
I december 1995 udgav gruppen opsamlingsalbummet Good Clean Family Entertainment You Can Trust med materialer fra 1985-1995 og tre livenumre, der solgte Guld. I forbindelse med udgivelsen udgav gruppen en liveudgave af "I Wont Cut My Hair".
Nummeret "Unowned" fra Helpyourselfish var inkluderet på soundtracket til Jørn Faurschous science fictionfilm Farligt venskab, der også udkom i 1995.

### 1996-1998:Simpatico
I 1996 spillede gruppen kun én koncert, der foregik på Roskilde Festival, hvor de havde inviteret 200 fans på scenen til hele showet.
Gruppen skrev og indspillede tre numre til Thomas Vinterbergs film De største helte (1996); "Sunshine 'n' High Crome", "The Greatest Heroes" og "Fourtynine Twenty".
Det havde været vanskeligt for gruppen at skrive Helpyourselfish, men det næste album gik nemmere. De indspillede det i Granny Studio i København i foråret og sommeren 1997 igen med Nikolaj Foss som producer. Herefter blev albummet mixet i det berømte Abbey Road Studios.
Den 6. november 1997 udgav D-A-D albummet Simpatico, som markerede en tilbagevenden til en mere melodisk rockstil. Albummet indeholdt singler som "Home Alone 4" og "Naked (But Still Stripping)". Albummet solgt 50% flere eksemplarer end forgængeren.
Gruppen var på dette tidspunkt trætte af deres logo, Molly, så det blev næsten udeladt fra albumcoveret.
I 1997 udkom bogen D:A:D brændstof til drengedrømme skrevet af Anders Jørgensen og Keld Rud om gruppens historie frem til færdiggørelsen af Symptatico i 1997. Bogen bestod bl.a. at interviews og anekdoter.
Simpatico vandt prisen for Årets Danske Album ved GAFFA-Prisen i 1997. Gruppen blev nomineret til adskillige priser ved Dansk Grammy i 1998, og vandt for Årets Danske Rock Udgivelse.
Den 6. januar 1998 sendte DR en dokumentar om bandet.
De udgav deres første rigtige fuldlængde livealbum Psychopatico i november 1998, der bestod af optagelser fra deres Mad Days Tour i august og september fra samme år samt det nye nummer "Jacketless in December". Albummet modtog prisen for Årets Danske Album ved GAFFA-Prisen i 1998, og gruppen vandt både Årets Danske Band og Årets Danske Livenavn, mens "Home Alone 4" vandt for Årets Danske Musikvideo.
To af gruppens sange var inkluderet på soundtracket på Shaky González' vampyrfilm Nattens engel (1998); "Simpatico" og "True Beliver".

### 1999-2001: Udskiftning ogEverything Glows
Den 14. januar udsendte gruppen en pressemeddelelse via deres bookingfirma Rock On om, at trommeslageren Peter Lundholm Jensen valgte at stoppe. Han var blevet træt af livet som musiker og i stedet ønskede at studere til ingeniør. Hans sidste koncert var 15. august 1998 i Godthåbshallen i Nuuk, Grønland; det var første gang, gruppen optrådte i Grønland.
Bandet kontaktede Kristoffer Sonne for at høre, om han ville overtage som trommeslager, men han takkede nej. I stedet foreslog han sin lillebror Laust Sonne. Sonne var dog modstræbende i forhold til at blive en del af et band, da han netop var vendt hjem fra fire år i London, hvor han havde dårlige erfaringer fra et band, og han kendte ikke rigtig gruppens musik. Han sagde dog ja til at jamme med Jacob, men ville stadig have mulighed for at lave sine egne projekter. Han endte med at blive en del af gruppen og spillede sin første koncert med D-A-D på Skanderborg Festival i 1999.
Ved Dansk Grammy i 1999 vandt Psychopatico prisen for Årets danske rockudgivelse.
Gruppen spillede på Rådhuspladsen op til midnat ved årsskiftet 1999-2000 for omkring 50.000 mennesker. Her trak en guitarsolo ud på "It's After Dark" til 23:59:45, så folk kun lige havde tid til at skåle i forbindelse med årsskiftet.
D-A-D startede det nye årtusinde med albummet Everything Glows, som blev udgivet d. 13. april 2000. Det var blevet indspillet i Tambourine Studios i Malmø og Grapehouse Studios i København. Albummet markerede en modenhed i deres lyd og indeholdt numre som "Everything Glows" og "Nineteenhundredandyesterday". På albummet var gruppens navn blevet ændret til D-A-D.
De lukkede Roskilde Festival med en koncert på Orange Scene to dage efter at otte personer var omkommet under en ulykke ved Pearl Jams koncert under samme festival. Gruppen måtte ændre deres setliste til koncerten for bedre at ramme stemningen på Festivalen, og bandmedlemmerne var meget uenige om de overhovedet ville spille. De startede koncerten med "Something Good", hvor der blev sendt otte fakler ned blandt publikum. Om koncerten udtalte Jesper Binzer, at det ville være "... for nemt bare at aflyse og stikke af", og at målet med koncerten var at vise sympati, ikke at få en god rockkoncert i traditionel forstand.
Gruppen vandt en række priser ved GAFFA-prisen i 2000; Everything Glows modtog prisen for Årets Danske Album og titelnummeret "Everything Glows" fik prisen for Årets Danske Single, mens D-A-D både vandt Årets Danske Band og Årets Danske Livenavn.
Den 13. november 2000 udgav gruppen The Early Years, der var et opsamlingsalbum, som indeholdt alle numrene fra deres første to album, deres EP fra 1985 samt en række remix.
Ved Danish Music Awards blev gruppen hædret med flere priser; Everything Glows fik prisen som både Årets Danske Rock Udgivelse og Årets Danske Album, D-A-D vandt for Årets Danske Gruppe, og Jesper Binzer modtog prisen som Årets Danske Sanger.

### 2002-2005: Wig Wam Tour,Soft DogsogScare Yourself
I 2002 udgav de Soft Dogs, som fortsatte deres succes og viste deres evne til at forny sig selv. Albummet havde en blødere og mere eksperimenterende lyd, og det indeholdt singlerne "Soft Dogs", "Between You & Me" og "What's the Matter?". Albummet fik blandede anmeldelser, hvor GAFFA gav seks ud af seks stjerner Jyllands-Postens anmelder roste albummet, mens BTs anmelder kun gav to ud af seks stjerner, og Politikens Kim Skotte heller ikke var begejstret. Gruppen har siden udtalt, at albummet aldrig burde være blevet udgivet.
Sammen med Thomas Helmig var gruppen idemagere og medarrangører på den stort anlagt Wig Wam Tour i august 2002, der var en koncertturné med flere store dansk bands, men svigtende billetsalg gjorde, at arrangementet måtte aflyses efter de første to koncerter. Bookingselskabet, Rock On, havde brugt penge fra flere andre af deres grupper, der ikke var en del af arrangementet, men hvis penge var bundet op på turnéen, og det endte med at Rock On gik konkurs, samtidig med at en række kunstnere led økonomiske tab, herunder Gnags, Marie Frank og Love Shop. Grundet de økonomiske implikationer for andre kunstnere var der flere relationer til andre bands og folk i musikbranchen, der gik i stykker for både D-A-D og Helmig.
Albummet Scare Yourself udgivet i 2005 bragte en mere aggressiv lyd tilbage til D-A-D's repertoire. Albummet indeholdt titelsangen "Scare Yourself" samt "Camping in Scandinavia". Albummet fik middelmådige anmeldelser. Albummet solgt 40.000 eksemplarer i Danmark.
Dette år var D-A-D opvarmningsband for det tyske rockband Böhse Onkelz, da de spillede for omkring 120.000 personer på Lausitzring i Klettwitz ved Brandenburg d. 17. juni 2005.
Gruppen var et af hovednavnene til Roskilde Festival 2005.
Ved den kortlivede nordisk prisuddeling Nordic Music Awards modtog D-A-D Æresprisen i 2005 for for en lang og glorværdig karriere i hele Skandinavien.

### 2006-2010:Monster Philosophyog 25 års jubilæum
I 2008 havde gruppen 25-års jubilæum, og i den forbindelse udkom dokumentaren D.A.D: True Believer af Torleif Hoppe. Den modtog tre ud af seks stjerner i musikmagasinet GAFFA, og i BT og fik prisen for Årets Danske Musik-dvd ved GAFFA-prisen dette år.
Gruppen fik også produceret 250 eksemplarer af en elektrisk guitar, som blev sat til salg. Guitaren havde bandets logo, kohovedet Molly, på gribebrættet.
Den 10. november 2008 udgav gruppen sit tiende studiealbum, Monster Philosophy, hvorfra singlerne "Monsters Philosophy" og "You Won't Change" blev udgivet. Albummet var produceret af Joshua. Den nye udgivelse modtog generelt ikke så gode anmeldelser og ingen af singlerne blev store hits. På trods af den lidt lunkne modtagelse blev gruppen overraskende ikke nomineret til én eneste pris ved Danish Music Awards i 2009.
I forbindelse med udgivelse spillede D-A-D en udendørs koncert på taget af HT-terminalen på Rådhuspladsen i København, hvilket var første gange, der blev spillet koncert på taget af bygningen.
Gruppen udgav bokssættet The Overmuch Box d. 16. november 2009, som var en opsamlingsboks, der indeholdt alle gruppens hidtidige album, samt LP-albummet Behind The Seen med tidligere uudgivne numre, B-sider og lignende.

### 2011-2018:DIC.NII.LAN.DAFT.ERD.ARKog 30 års jubilæum
Bandets 11. studiealbum, DIC.NII.LAN.DAFT.ERD.ARK, blev udgivet i 2011. Dette album blev betragtet som en tilbagevenden til deres rå rockrødder og indeholdt singler som "I Want What She's Got" og "We All Fall Down".
Den 14. januar 2013 udgav bandet fotobogen Live Shots med fotografier fra deres liveoptræden i 2012. Billederne var taget af bandets ven Henrik Damgaard, og den udkom i 2500 eksemplarer. Med bogen kom to CD'er i form af EP'en The Campfire Favourites med akustiske numre samt et livealbum fra bandets koncerter i Falconer Salen den 13. og 14. april 2012. Anmelderen i GAFFA roste kvaliteten af materialet og gav fire ud af seks stjerne, men kaldte den også for noget, der primært henvendte sig til fans.
I 2014 havde gruppen 30 års jubilæum, og i løbet af året spillede de over 100 koncerter. De spillede på Copenhell for første gang, hvor de fremførte hele albummet No Fuel Left for the Pilgrims, men med numrene i omvendt rækkefølge. De spillede også på Plænen i Tivoli og Orange Scene på Roskilde Festival.
Under en koncert på Aarhus Havn i maj gled Pedersen blot 25 minutter inde i koncerten grundet regn på scenen og brækkede armen. Bandet spillede en akustisk version af "Laugh 'N' a ½" uden Pedersen, hvorefter de stoppede koncerten. Guitaristen Søren Andersen udfyldte Pedersens plads i gruppen til de planlagte koncerter mens han arm helede.
Den 17. februar 2017 spillede D-A-D en udsolgt dobbeltkoncert sammen med Dizzy Mizz Lizzy for 16.000 gæster i Royal Arena. Det var de første danske navne, der spillede i den nyåbnede arena, efter Metallica havde indviet den med fire koncerter.
I september 2018 var D-A-D blandt de optrædende ved TV 2's jubilæumsshow TV 2 30 år, hvor de spillede "I Won't Cut My Hair".

### 2019-2022:A Prayer for the Loud
Gruppen udsendte første single fra deres kommende album, A Prayer for the Loud, i april 2019 under titlen "Burning Star", og den blev godt modtaget.
I forbindelse med udgivelsen af albummet dedikerede P6 Beat et helt program af P6 Beat Elsker til D-A-D, hvor der blandt andet blev spillet fem af sangene fra det kommende album, heriblandt verdenspremiere på to af numrene. Udover programmets faste vært Anders Bøtter medvirkede også Casper Bach Hegstrup.
A Prayer for the Loud udkom 31. maj, og det blev mødt med stor entusiasme fra både kritikere og fans. Flere hæftede sig ved, at gruppen var tilbage ved deres gamle rockrødder, men at det også var forfriskende at de "ofte føles som et bluesband". Albummet indeholder sange som "Burning Star" og "Nothing Ever Changes", og det toppede den danske albumhitliste.
I 2022 gæstede gruppen Copenhell for anden gang.
Dette år skrev gruppen omkring 10 numre til et kommende album, som alle blev skrottet, fordi bandet ikke mente, at de var gode nok.

### 2023-nu: 40-års jubilæum ogSpeed of Darkness
I november 2023 annoncerede gruppen en jubilæumskoncert under titlen Celebrating 40 Years, som kom til at foregå i Royal Arena i København 1. november 2024. Koncerten blev udsolgt på kort tid.
I januar 2024 åbnede Nationalmuseet en midlertidig udstilling kaldet Danmark after Dark - 40 års danmarkshistorie med D-A-D. Udstillingen rummede effekter fra bandet og fortalte historien fra bandets begyndelse frem til 2023. Gruppen blev dermed den første musikgruppe med en udstilling på museet. Udstillingen fik fire ud af seks stjerner af GAFFAs anmelder. Udstillingen lukkede igen 1. september. I forbindelse med udstillingen fik museet produceret et halssmykke med en udgave af gruppens logo, Molly, hvor hornene var udskiftet med guldhornene, som var til salg i museets butik.
Den 1. marts 2024 udgav D-A-D et opsamlingsalbum i form af dobbelt LP'en Forty Love - Greatest Hits med 22 numre fra deres karriere.
Gruppen var også genstand for dokumentaren D-A-D: 40 års venskab, der blev sendt på TV 2. Den fik fire ud af seks stjerne i musikmagasinet GAFFA.
I maj 2024 annoncerede gruppen, at de arbejdede på deres nye album, Speed of Darkness, der blev produceret af Jacob Hansen i hans studie i Ribe.
I august 2024 annoncerede gruppen fem koncerter i Aarhus, Aalborg, Odense og to i København i 2025 i forbindelse med det nye album. Speed of Darkness udkom den 4. oktober 2024, og blev godt modtaget. Albummet havde mere blues end tidligere udgivelser.
Deres jubilæumskoncert 1. november inkluderede 25 numre fra hele karrieren, samt gæsteoptræden fra Jada og Rikke Emilie List fra gruppen Konvent. Desuden optrådte gruppens oprindelige trommeslager Peter Lundholm Jensen for første gange med gruppen siden sin udtræden i 1999. Jensen medvirkede på tre numre, hvor af "Bad Craziness" var med både Jensen og Sonne på trommer. Koncerten fik gode anmeldelser, men flere anmeldere klagede over lyden. Koncerten blev streamet live på Viaplay, hvor det var muligt at købe adgang, hvilket var første gang, at man i Danmark havde mulighed for en live streaming af en livekoncert.

## Musikstil
D-A-D's musikstil er karakteriseret ved en unik blanding af forskellige rockgenrer, der skaber en energisk og melodisk lyd. D-A-D's tidlige musik, på de første to album Call of the Wild og D.A.D. Draws a Circle, blev beskrevet som cowpunk, en fusion af punk rock og country. Dette er bl.a. tydeligt på sange som "Riding with Sue," som indeholder humoristiske tekster og en punk-inspireret energi.
Bandets stil har udviklet sig over tid fra de tidlige cowpunk-dage til en mere poleret hard rock-lyd. D-A-D er senere primært kendt som et hard rock-band. Deres musik indeholder kraftige guitarriffs, stærke rytmer og høj energi. Sange som "Sleeping My Day Away" og "Bad Craziness" er eksempler på deres klassiske hard rock-lyd. Flere sange inkluderer også elementer af surf rock bl.a. på "Sleeping My Day Away" og "Grow Or Pay".
I deres tidlige karriere, især på albummet No Fuel Left for the Pilgrims, udviste D-A-D elementer af glam rock med fængende melodier og en legende tilgang til musikken. Bandet har i de senere år også inkorporeret blues rock-elementer i deres musik. Sange som "Laugh 'n' a 1/2" viser deres evne til at blande blues-rytmer med deres signatur hard rock-lyd. Gruppens seneste album, Speed of Sound, er det mest blues-tunge album.
Gruppen har i mange år lukket deres koncerter med "It's After Dark", men har i nyere tid valgt kun af spille nummeret, hvis det rent faktisk var blevet mørkt, så de ikke altid skal spille den.

## Image
Gruppens fire medlemmer har hver deres stil og kendetegn. Forsangeren Jesper Binzer har langt hår, som kun klippes nødtørftigt. Hans bror, Jacob, er ved mange koncerter iført høj hat.
Stig Pedersen er kendt for at spille på specialbyggede to-strengede venstrehånds-basguitarer, der ofte er udformet til at ligne ting som bl.a. oliven, en flyvemaskine, en raket, et ko-hoved og en iPhone lavet af et fladskærmstv, som filmer publikum. Hans basser koster mange tusinde kroner at få fremstillet. Derudover er han normalt iført flamboyante scenekostumer i en eller anden form.
Laust Sonne er ofte iført, hvad der traditionelt vil blive betragtet som feminint tøj f.eks. med glimmer. Om sin stil har han udtalt at han "... synes, at mandetøj som regel er ultrakonservativt, og jeg elsker at gøre det lidt feminint".
D-A-D er kendt for deres dynamiske og energiske liveoptrædener,[kilde mangler] og de har spillet på mange store festivaler, heriblandt Roskilde Festival 11 gange og som hovednavn i 2000 og 2005 og Wacken Open Air. Gruppen er også blandt de bands, der har spillet flest gange til koncertrækken Grøn, hvor de har deltaget ni gange.
De er anerkendt som et af Danmarks bedste livebands.

## Medlemmer
- Jesper Binzer – vokal og guitar
- Jacob "Cobber" Binzer – guitar og baggrundsvokal
- Laust Sonne – trommer (1999–nu)
- Stig Pedersen – bas, vokal (1982-1987) og baggrundsvokal (1987-nu)[20]

Tidligere medlemmer
- Peter Lundholm Jensen – trommer (1982–1999, live 2024)

## Hæder
Danish Metal Awards
| År   | Modtager/nomineret arbejde | Pris       | Resultat |
| ---- | -------------------------- | ---------- | -------- |
| 2009 | D-A-D                      | Æresprisen | Vundet   |

Danish Music Awards
| År   | Modtager/nomineret arbejde | Pris                             | Resultat  |
| ---- | -------------------------- | -------------------------------- | --------- |
| 1992 | Riskin' It All             | Årets Danske Heavyrock Udgivelse | Vundet    |
| 1996 | D-A-D                      | Årets Danske Gruppe              | Vundet    |
| 1996 | "Reconstrucdead"           | Årets Danske Musikvideo          | Vundet    |
| 1996 | Helpyourselfish            | Årets Danske Cover               | Vundet    |
| 1998 | D-A-D                      | Årets Danske Gruppe              | Nomineret |
| 1998 | Årets Danske Sanger        | Jesper Binzer                    | Nomineret |
| 1998 | Simpatico                  | Årets Danske Rock Udgivelse      | Vundet    |
| 1998 | "Empty Heads"              | Årets Danske Musikvideo          | Nomineret |
| 1999 | Psychopatico               | Årets Danske Rock Udgivelse      | Vundet    |
| 2001 | Everything Glows           | Årets Danske Album               | Vundet    |
| 2001 | D-A-D                      | Årets Danske Gruppe              | Vundet    |
| 2001 | Jesper Binzer              | Årets Danske Sanger              | Vundet    |
| 2001 | Everything Glows           | Årets Danske Rock Udgivelse      | Vundet    |
| 2003 | Soft Dogs                  | Årets Danske Rockudgivelse       | Nomineret |
| 2003 | Soft Dogs                  | Årets Dansk Cover                | Nomineret |
| 2012 | DIC.NII.LAN.DAFT.ERD.ARK   | Årets Danske Rock Udgivelse      | Nomineret |
| 2012 | D-A-D                      | Årets Danske Livenavn            | Nomineret |
| 2012 | D-A-D                      | Årets Publikumspris              | Nomineret |
| 2014 | D-A-D                      | Danish Music Awards Ærespris     | Vundet    |

GAFFA-Prisen
| År   | Modtager/nomineret arbejde | Pris                        | Resultat  |
| ---- | -------------------------- | --------------------------- | --------- |
| 1991 | Riskin' It All             | Årets Album                 | Vundet    |
| 1991 | D-A-D                      | Årets Band                  | Vundet    |
| 1991 | Bad Craziness              | Årets Musikvideo            | Vundet    |
| 1995 | Helpyourselfish            | Årets Danske Cd-cover       | Vundet    |
| 1995 | D-A-D                      | Årets Danske Band           | Vundet    |
| 1995 | D-A-D                      | Årets Danske Livenavn       | Vundet    |
| 1997 | Simpatico                  | Årets Danske Album          | Vundet    |
| 1998 | Psychopatico               | Årets Danske Album          | Vundet    |
| 1998 | "Home Alone 4"             | Årets Danske Musikvideo     | Vundet    |
| 1998 | D-A-D                      | Årets Danske Band           | Vundet    |
| 1998 | D-A-D                      | Årets Danske Livenavn       | Vundet    |
| 2000 | Everything Glows           | Årets Danske Album          | Vundet    |
| 2000 | "Everything Glows"         | Årets Danske Single         | Vundet    |
| 2000 | D-A-D                      | Årets Danske Band           | Vundet    |
| 2000 | D-A-D                      | Årets Danske Livenavn       | Vundet    |
| 2008 | D.A.D: True Believer       | Årets Danske Musik-dvd      | Vundet    |
| 2020 | "A Prayer for the Loud"    | Årets Danske Hit            | Nomineret |
| 2020 | A Prayer for the Loud      | Årets Danske Rockudgivelse  | Vundet    |
| 2020 | D-A-D                      | Årets Danske Band           | Nomineret |
| 2025 | Speed of Darkness          | Årets Danske Udgivelse      | Nomineret |
| 2025 | Speed of Darkness          | Årets Danske Rock-Udgivelse | Vundet    |
| 2025 | D-A-D                      | Årets Danske livenavn       | Nomineret |

Nordic Music Awards
| År   | Modtager/nomineret arbejde | Pris       | Resultat |
| ---- | -------------------------- | ---------- | -------- |
| 2005 | D-A-D                      | Æresprisen | Vundet   |

P3 Guld
| År   | Modtager/nomineret arbejde | Pris            | Resultat  |
| ---- | -------------------------- | --------------- | --------- |
| 2002 | "Soft Dogs"                | P3 Lytterhittet | Nomineret |
| 2002 | D-A-D                      | P3 Kunstneren   | Nomineret |

Andet
I 2019 var No Fuel Left for the Pilgrims med på Rolling Stone liste over 50 Greatest Hair Metal Albums of All Time.

## Diskografi
Studiealbum
- Call of the Wild (1986)
- D.A.D. Draws a Circle ( 1987)
- No Fuel Left for the Pilgrims (1989)
- Riskin' It All (1991)
- Helpyourselfish (1995)
- Simpatico (1997)
- Everything Glows (2000)
- Soft Dogs (2002)
- Scare Yourself (2005)
- Monster Philosophy (2008)
- DIC.NII.LAN.DAFT.ERD.ARK (2011)
- A Prayer for the Loud (2019)
- Speed of Darkness (2024)

## Turnéer
- Mad Days Tour (1998)
- Wig Wam Tour (2002)
- Scare Yourself Alive Tour (2005 og 2006)
- D-A-D Tour 2007
- D-A-D Tour 2008
- Monster Philosophy Live '09 tour (2009)
- D-A-D Tour 2010
- D-A-D Tour 2011
- Fast On Wheels Tour (2012)
- D-A-D Tour 2012
- D-A-D Tour 2013
- 30 Års Jubilæums Turné (2014)
- D-A-D Tour 2015
- D-A-D Tour 2016
- D-A-D Tour 2017
- D-A-D Tour 2018
- A Tour For The Loud (2019)
- Speed of Darkness Tour 2025